# Vesterålen

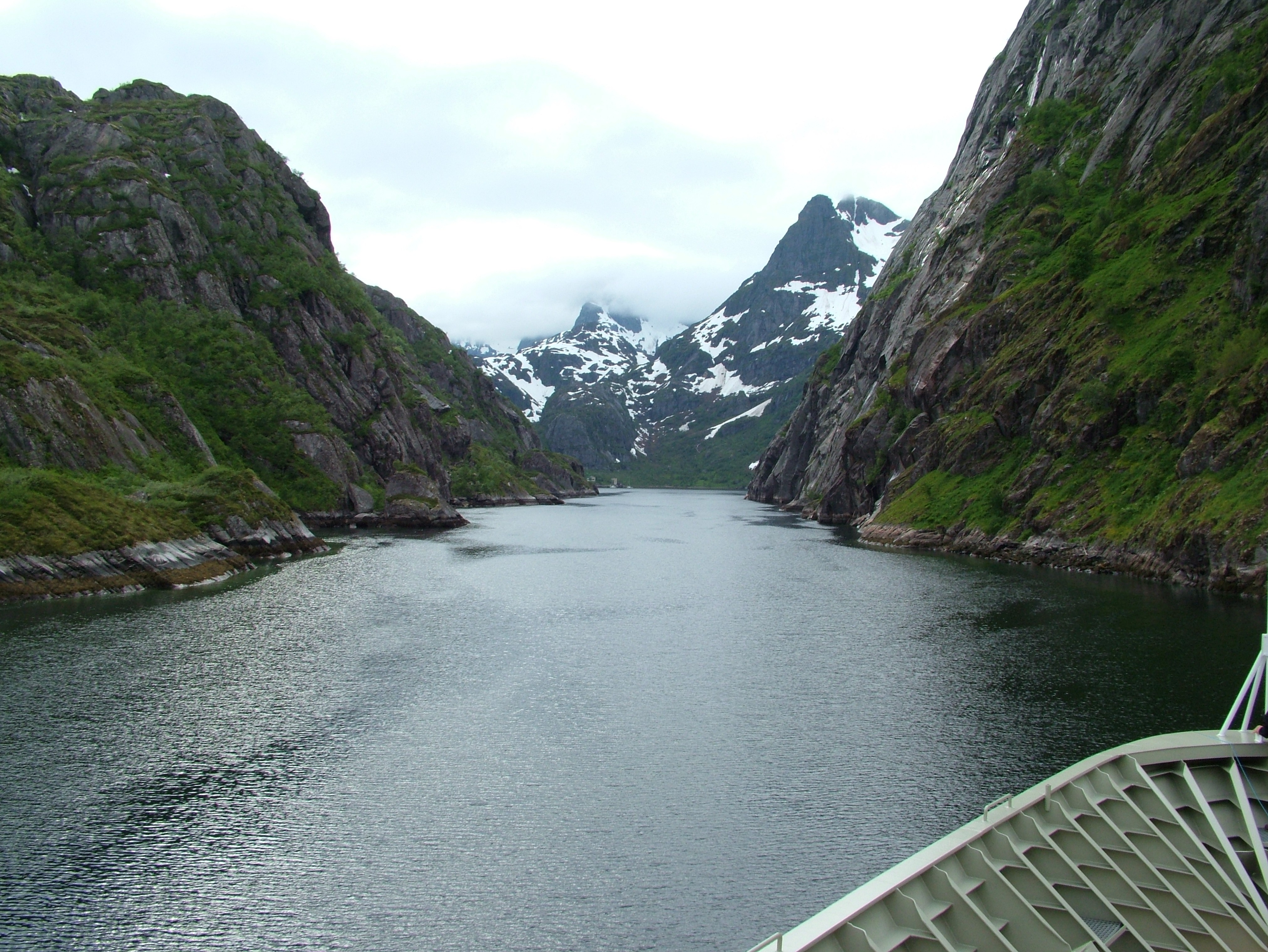
Trollfjorden längst mot söder i Vesterålen.

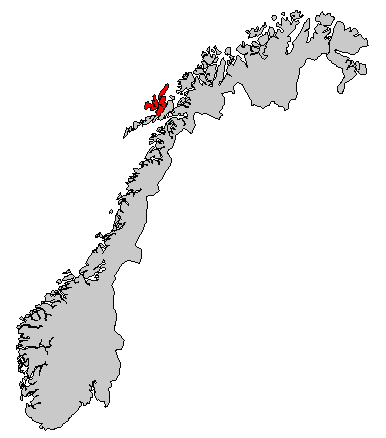
Vesterålens läge i Norge.

Vesterålen (nordsamiska: Viestterálas, lulesamiska: Vester-allase) är en ögrupp i Nordland fylke, Norge, som ligger strax norr om Lofoten. Geografiskt består Vesterålen av öarna Andøya, Langøya och Hadseløya, den västra delen av Hinnøya, de norra delarna av Austvågøya och några småöar. Administrativt indelas Vesterålen i de fem kommunerna Andøy (656 km²), Bø (247 km²), Hadsel (566 km²), Sortland (722 km²) och Øksnes (319 km²).
Vesterålens utbredning är 2 511 km². Ögruppen hade (2020) 30 437 invånare. Sortland är största stad. Andra större orter är Stokmarknes och Andenes. Avståndet mellan den nordligaste punkten (Andenes) till den sydligaste (Melbu) är 150 kilometer.

## Namnet
Namnet kommer av fornnordiska Vestrálar, pluralis av Vestáll, som är en sammansättning av vest (vestri) och áll, som kanske betyder 'landremsa' eller  'smal ränna', som kan vara ett ursprungligt namn på Langøya eller bara den motsatta landremsan på västsidan av ön.

## Landskap
Landskapet i ögruppen är växlande; till breda, djupa stränder med nästan sammanhängande bebyggelse till vild alpterräng. Från stranden, och delvis direkt ur havet, reser sig branta bergssluttningar. På många ställen är bergen spetsiga, på andra ställen har topparna en lätt vågig yta, speciellt på Andøya. Den högsta toppen är 
Møysalen (1 262 meter över havet) på Hinnøya.
I Vesterålen finns fjordar och sund, skärgård, älvar och vatten, myrområden, dalar och förbindelse till vidder.

## Näringsliv
Inom Vesterålens näringsliv fiske arbetar man främst med fiskförädling. Speciellt gäller det i de båda kommunerna Bø och Øksnes.
Det största företaget i regionen är Vesterålens Naturprodukter som framförallt säljer Omega 3.

## Galleri

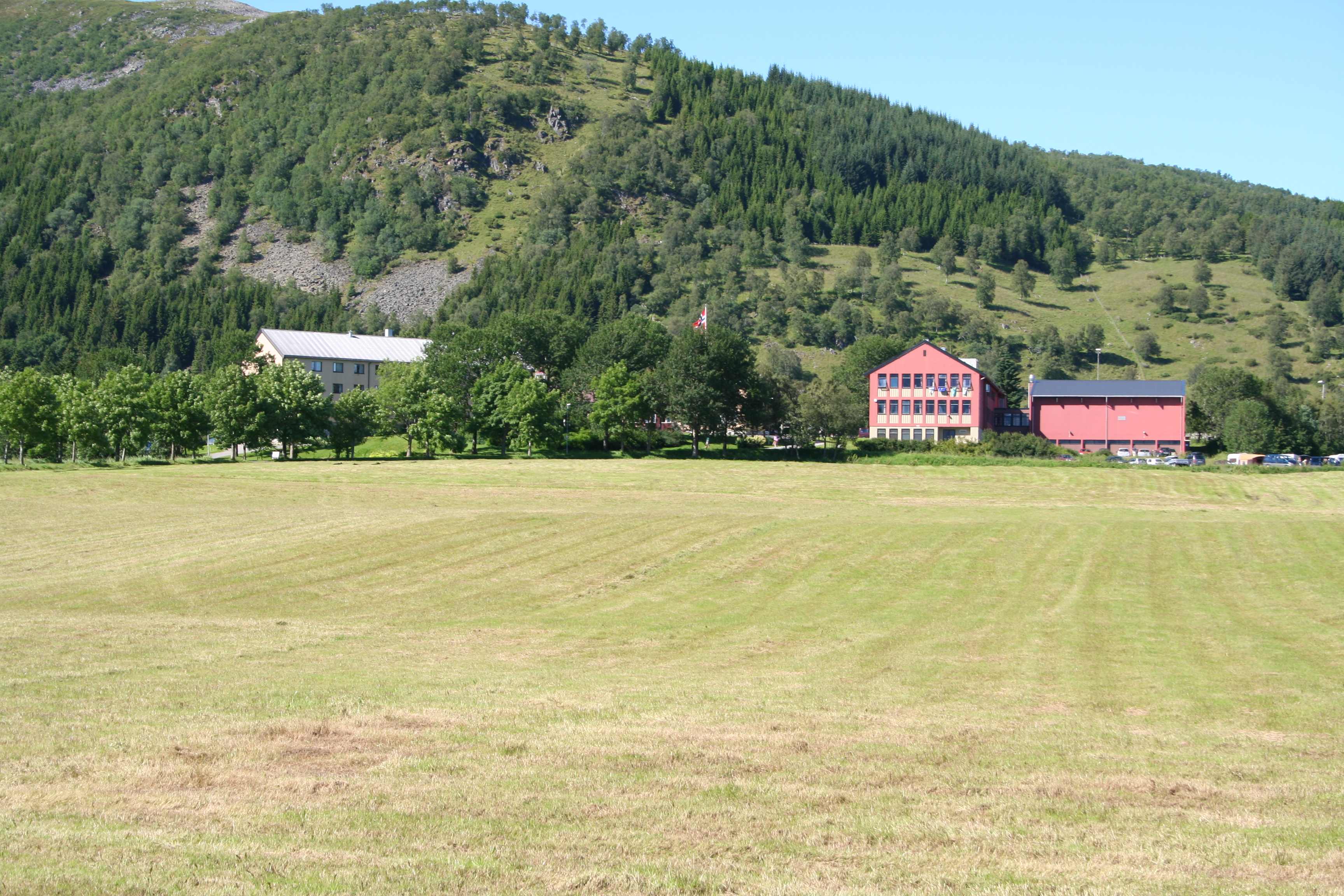
Högskolan för jordbruk i Kleiva, Sortlands kommun
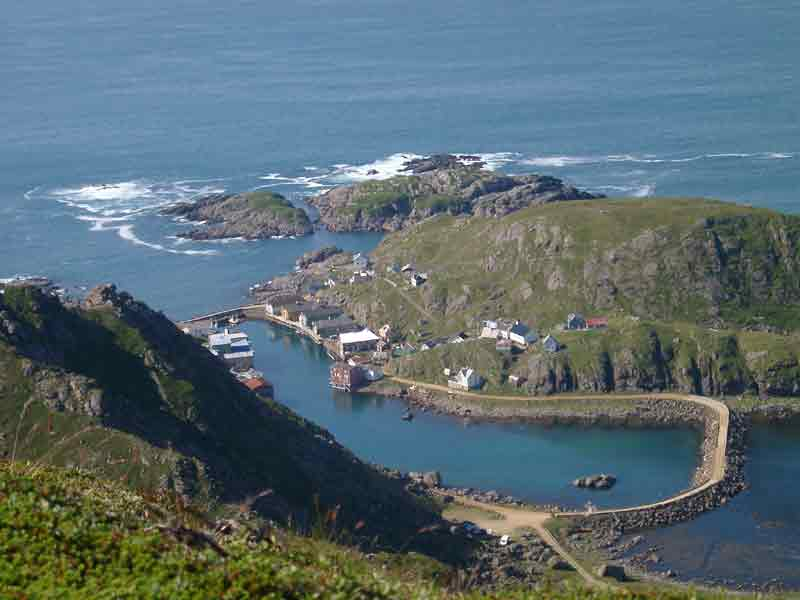
Nyksund (1 augusti 2004)
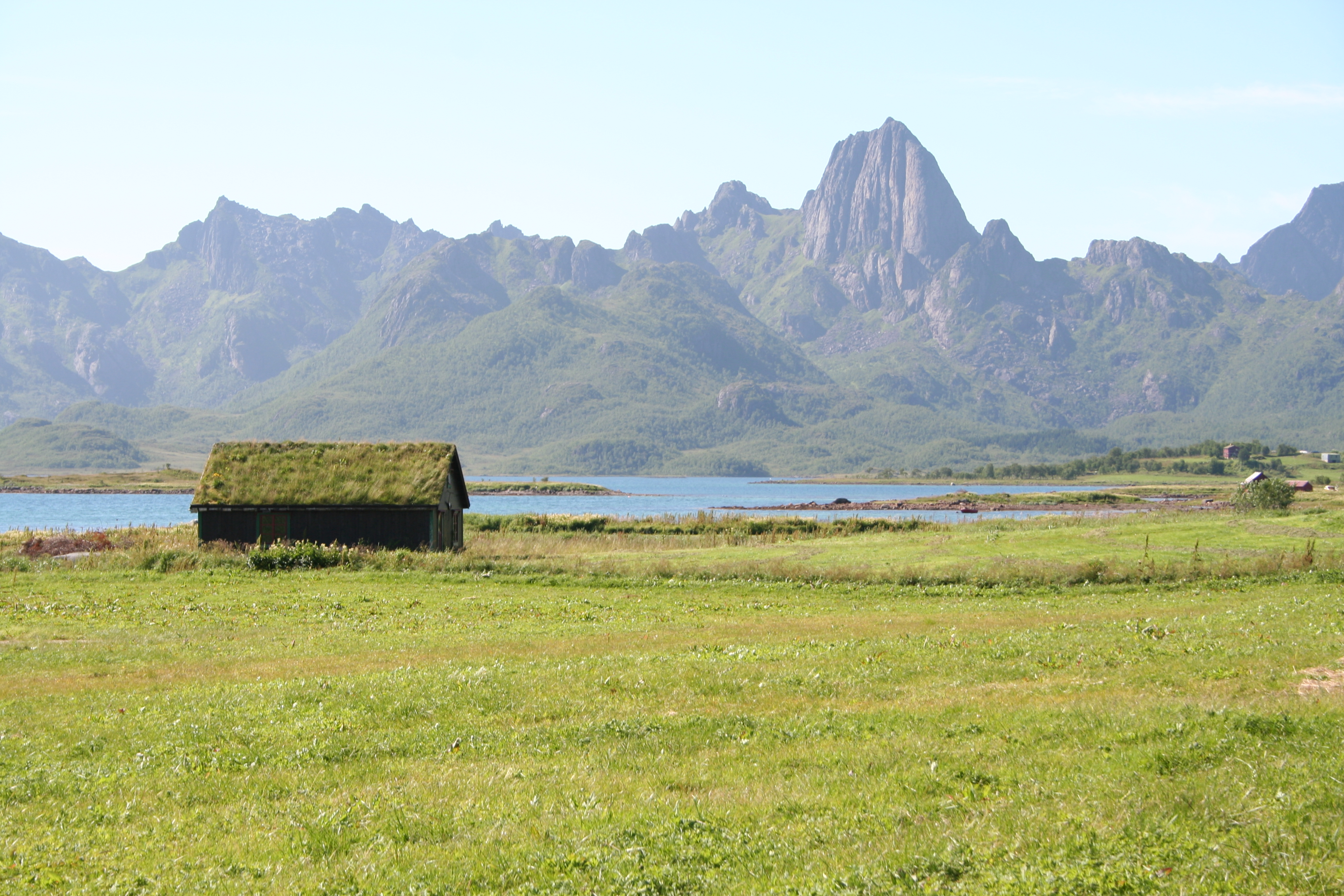
Utsikt mot Ræka, Sortland
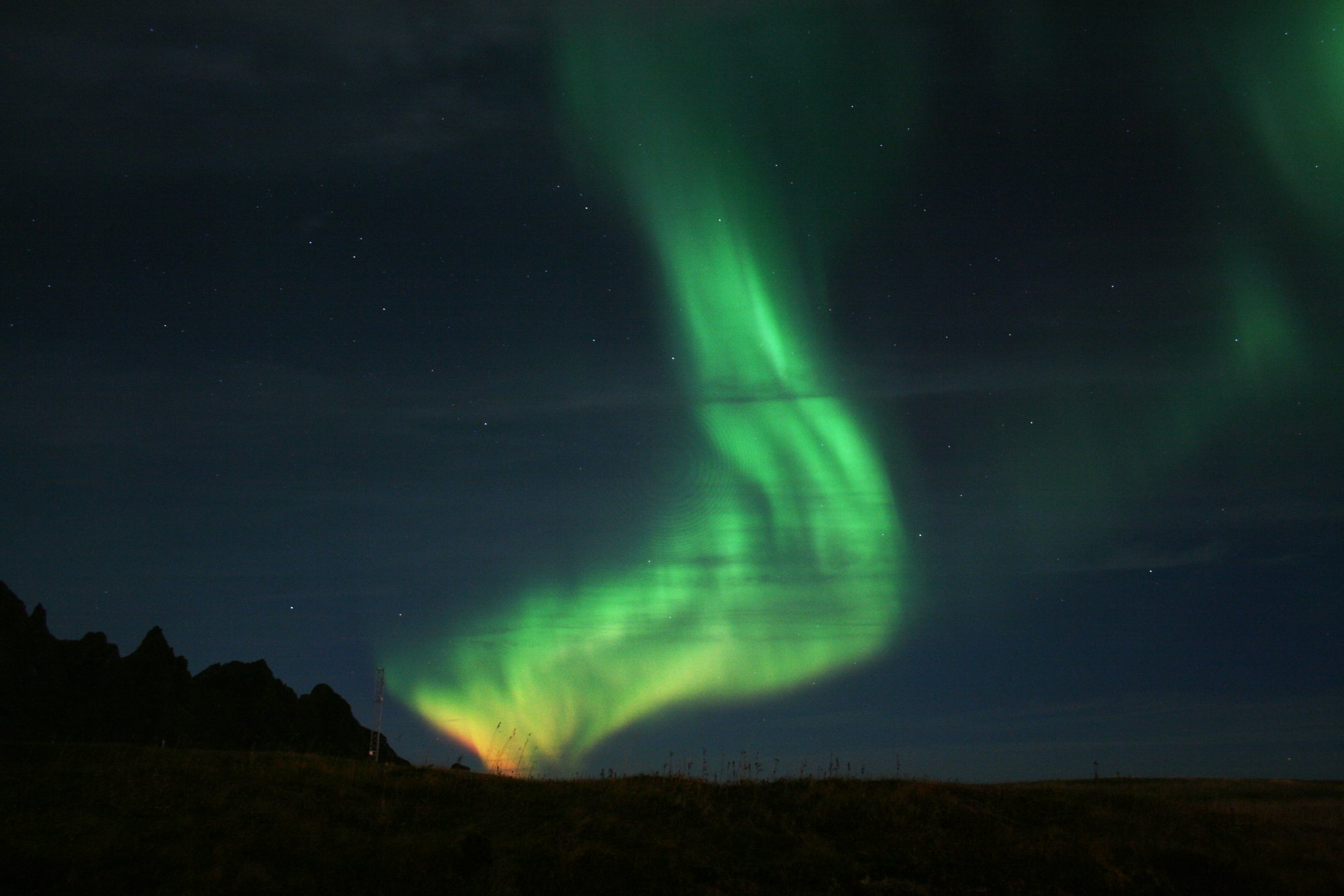
Aurora Borealis (norrskenet) kan ses överallt i Vesterålen. Andøy, oktober 2007.
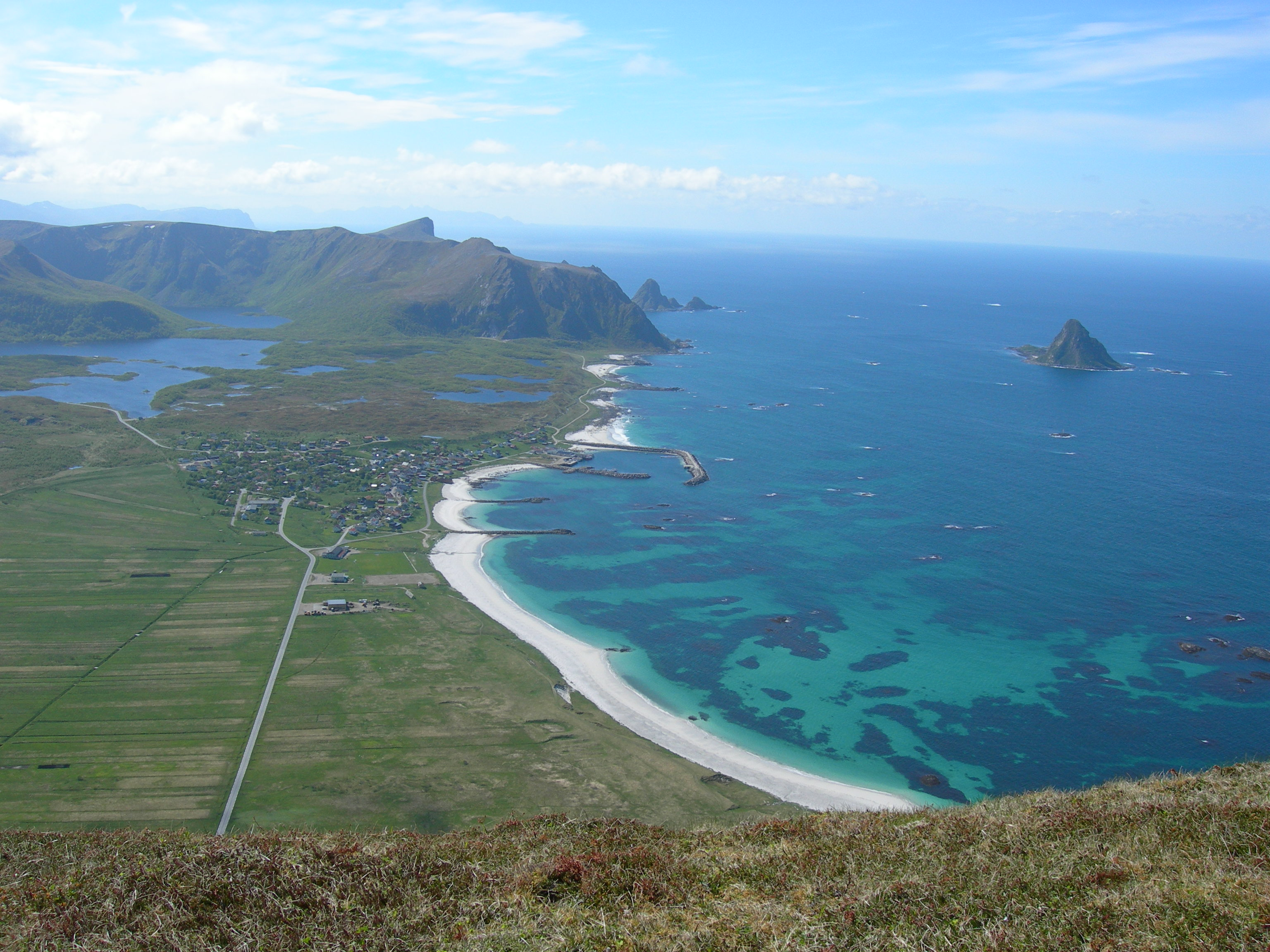
Byn Bleik på Andøy, med den långa stranden och en sjöfågelkoloni på den lilla ön Bleiksøya. Det djupa havet är mycket nära stranden här, och kaskeloter livnär sig i detta område.